# ريتشارد لى
ريتشارد لى (بالإنجليزية: Richard Leech)‏ هو ممثل أيرلندي، ولد في 24 نوفمبر 1922 بدبلن في جمهورية أيرلندا، وتوفي في 24 مارس 2004 بإنجلترا في المملكة المتحدة.

## أعمال

### أفلام
- (1982) غاندي[6][7][8]
- (1988) حفنة تراب

## وصلات خارجية
- ريتشارد لى على موقع IMDb (الإنجليزية)
- ريتشارد لى على موقع أول موفي (الإنجليزية)
- ريتشارد لى على موقع قاعدة بيانات برودواي على الإنترنت (الإنجليزية)
- ريتشارد لى على موقع ديسكوغز (الإنجليزية)
- ريتشارد لى على موقع قاعدة بيانات الفيلم (الإنجليزية)